# Abd ul-Ilah

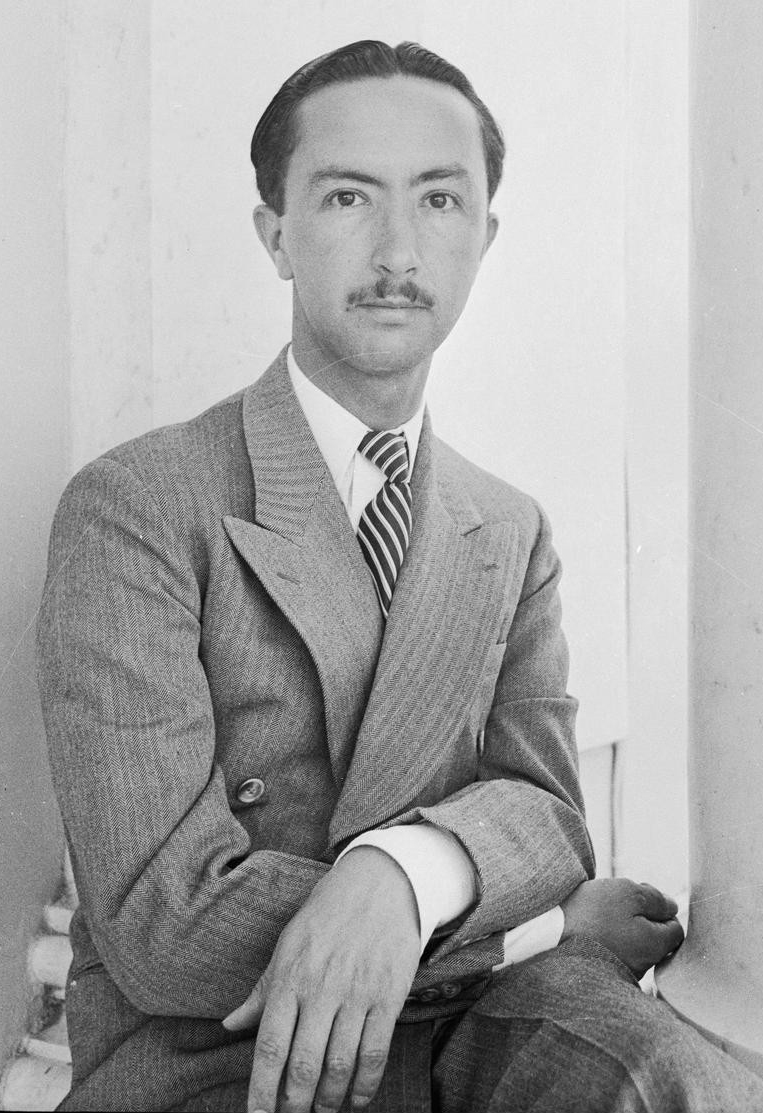
Abd ul-Ilah (1942)

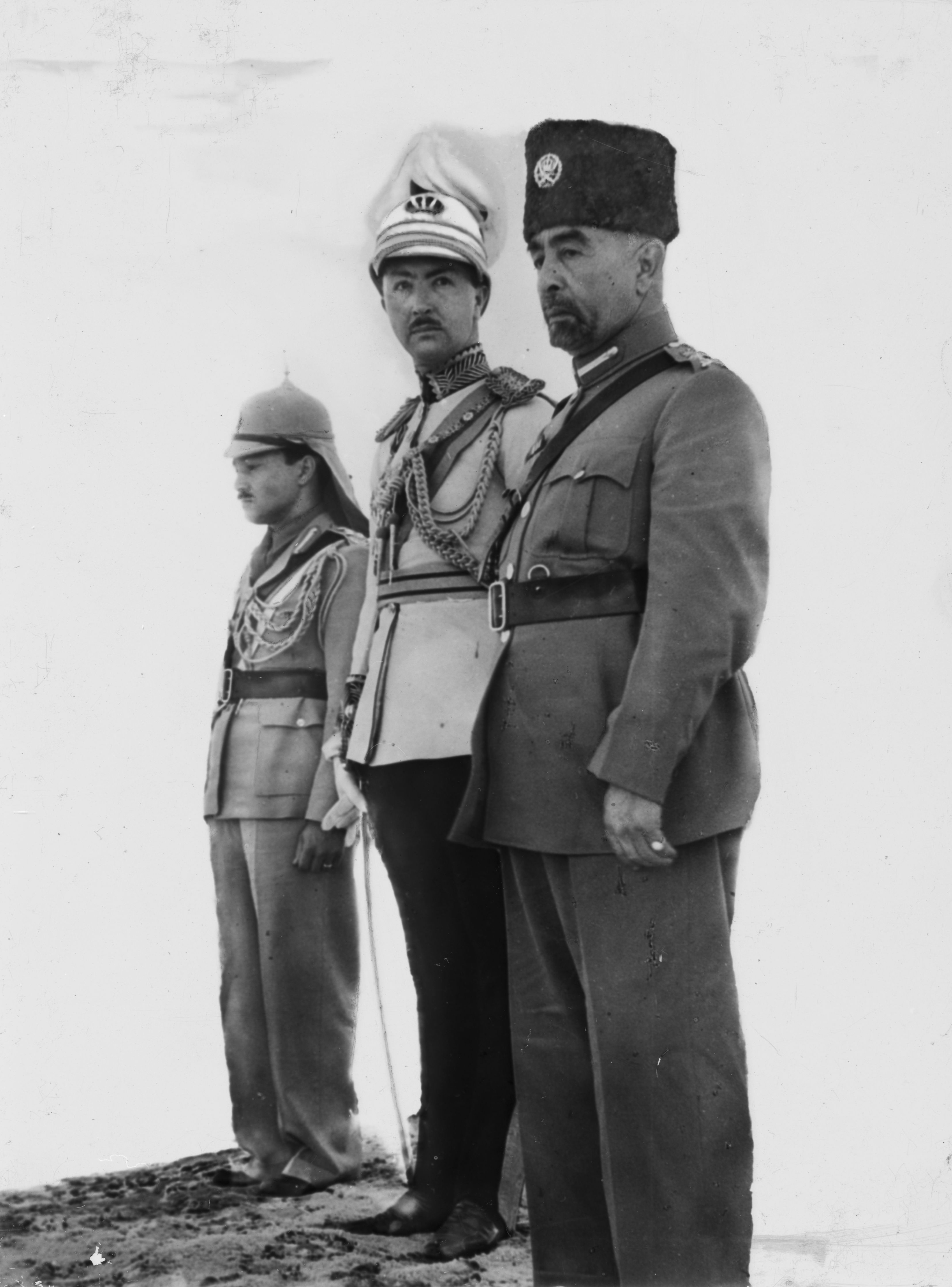
Kronprinz Abd ul-Ilah (Mitte) bei der Krönung von Abdallah ibn Husain I. (rechts), 25. Mai 1946

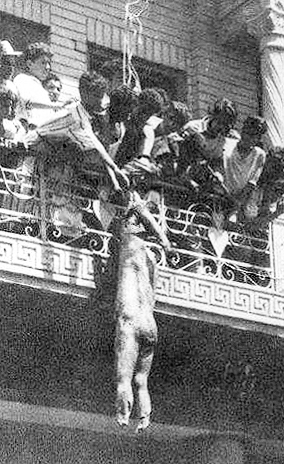
Julirevolution 1958: Republikaner mit dem Leichnam Abd ul-Ilahs

Abd ul-Ilah vom Hedschas (arabisch عبد الإله, DMG ʿAbdu l-Ilāh; * 24. November 1913 in Ta'if; † 14. Juli 1958 in Bagdad) war von 1939 bis 1953 Regent und seit 1943 Kronprinz des Königreichs Irak.

## Leben und Wirken
Abd ul-Ilah war ein Cousin und Schwager des Königs Ghazi I. des Königreichs Irak. Er war der Sohn von Hussein ibn Alis ältestem Sohn Ali ibn Hussein und Bruder der mit Ghazi verheiraten Prinzessin Aliya, was ihn zum Onkel des irakischen Königs Faisal II. machte. In Mekka aufgewachsen, begleitete er 1926 seinen Vater, nachdem dieser als König von Hedschas durch Abd al-Aziz ibn Saud gestürzt worden war, in den Irak. Er wurde von Privatlehrern unterrichtet und studierte dann am Victoria College in Alexandria. Er interessierte sich u. a. für Polo und den Rennsport.
Als König Ghazi I. am 4. April 1939 bei einem Autounfall ums Leben kam, fungierte Abd ul-Ilah als Regent des Irak für seinen minderjährigen Neffen Faisal II. bis zu dessen Volljährigkeit im Mai 1953. Seit Oktober 1943 war er auch Kronprinz des Irak für den Fall, dass Faisal II. ohne männlichen Nachwuchs sterben würde.
Während des Zweiten Weltkriegs wurde Abd ul-Ilah Anfang April 1941 kurzzeitig vom ehemaligen Premierminister Raschid Ali al-Gailani abgesetzt. Raschid Ali führte einen pro-deutschen Staatsstreich gegen die pro-britische Regierung Abd ul-Ilahs durch. Nachdem er aus dem Land geflohen war, wurde er von Sherif Sharaf, einem älteren Verwandten Faisals II., ersetzt. Der gestürzte Regent verbrachte seine Zeit mit dem ehemaligen Premierminister Nuri as-Said als Flüchtling in Amman. Abd ul-Ilah war ein Gast des Prinzen Abdallah ibn Husain I., des zukünftigen Herrschers Jordaniens. Großbritannien begann am 2. Mai 1941 einen Krieg gegen den Irak (Britisch-Irakischer Krieg), mit dem Ziel, die irakische Regierung abzusetzen. Aus seinem Exil heraus rief Abd ul-Ilah die Iraker zum Widerstand gegen die neuen Machthaber auf. Einen Monat nach Kriegsbeginn war die Regierung Raschid Ali al-Gailani besiegt. Nach al-Gailanis Flucht in den Iran setzten die Briten Abd ul-Ilah am 2. Juni 1941 wieder als Regenten ein. Die maßgeblich am Putsch beteiligten vier arabisch-nationalistisch gesinnten Obersten des „Goldenen Quartetts“ wurden, anscheinend auf ausdrückliche Anweisung von Abd ul-Ilah und Nuri as-Said, vor irakische Gerichte gestellt, verurteilt und öffentlich in Bagdad gehängt.
In enger Zusammenarbeit mit Nuri as-Said und anderen probritischen Politikern verfolgte Abd ul-Ilah weiterhin eine enge Allianz mit den Westmächten. 1945 besuchte er die Vereinigten Staaten und erhielt von Präsident Harry S. Truman den militärischen Legion-of-Merit-Orden verliehen. Er ließ den anglo-irakischen Vertrag neu verhandeln, der im Januar 1948 in Portsmouth unterzeichnet wurde, aber aufgrund massiver Demonstrationen dagegen nicht in Kraft treten konnte. Der Regent suchte auch enge Kontakte mit der Türkei und dem Iran zu unterhalten, indem er etwa Ende Juni 1949 nach Teheran fuhr und den iranisch-irakischen Beistandspakt aushandelte.
Am 2. Mai 1953 legte Abd al-Ilah sein Amt als irakischer Regent nieder, da König Faisal II. seine Volljährigkeit erreicht hatte. Aber auch nach diesem Zeitpunkt hatte er als enger Berater des jungen Königs großen Einfluss auf die Staatsgeschäfte und verfocht weiterhin eine prowestliche Außenpolitik. 1955 trat der Irak dem Militärbündnis der Central Treaty Organization (auch Bagdad-Pakt genannt) bei, deren weitere Mitglieder das Vereinigte Königreich, der Iran, die Türkei und Pakistan waren. Im Februar 1957 reiste Abd ul-Ilah, der in dritter Ehe mit der irakischen Senatorstochter Hijam Emir Rabijah verheiratet war, wegen Konflikten zwischen den arabischen Staaten in die Vereinigten Staaten, anschließend auch nach Großbritannien und Marokko.
Am 14. Februar 1958 gründete Faisal II. mit König Hussein I. von Jordanien die Arabische Föderation, um ein Gegengewicht zur kurz zuvor ins Leben gerufenen Vereinigten Arabischen Republik von Gamal Abdel Nasser zu schaffen. Doch irakische Offiziere, die für die panarabische Politik Nassers entflammt waren, sannen auf einen Umsturz. Abd ul-Ilah und Nuri as-Said waren wegen ihrer prowestlichen Ausrichtung verhasst. Ein vom General Abd al-Karim Qasim und vom Oberst Abd as-Sallam Arif angeführter Militärputsch brach am 14. Juli 1958 aus. Aufständische Truppen erschienen in Bagdad und griffen den Königspalast an. Faisal II., Abd ul-Ilah und die meisten weiteren Mitglieder der Königsfamilie wurden erschossen; Nuri as-Said starb am folgenden Tag eines gewaltsamen Todes. Den Leichnam Abd ul-Ilahs schleiften Rebellen durch die Straßen Bagdads und verstümmelten ihn. Die irakische Monarchie fand ihr Ende.